# تگین
تَگین یا تِگین (ترکی باستان: 𐱅𐰃𐰏𐰤, لاتین‌نویسی: Tegin یا Tigin در فارسی کلاسیک: تَکین)، لقبی ترکی است به‌معنی شاهزاده، که آن را به رشید، خوش‌قامت و بَهادُر (قهرمان) نیز معنی کرده‌اند.

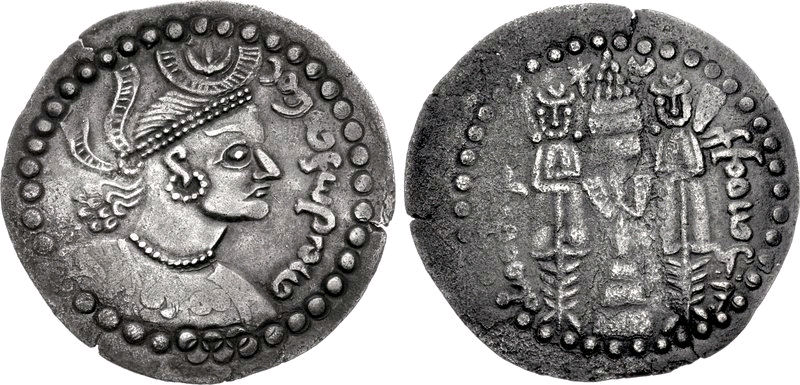
سکه تگین‌شاه، یکی از کابل‌شاهان خراسان

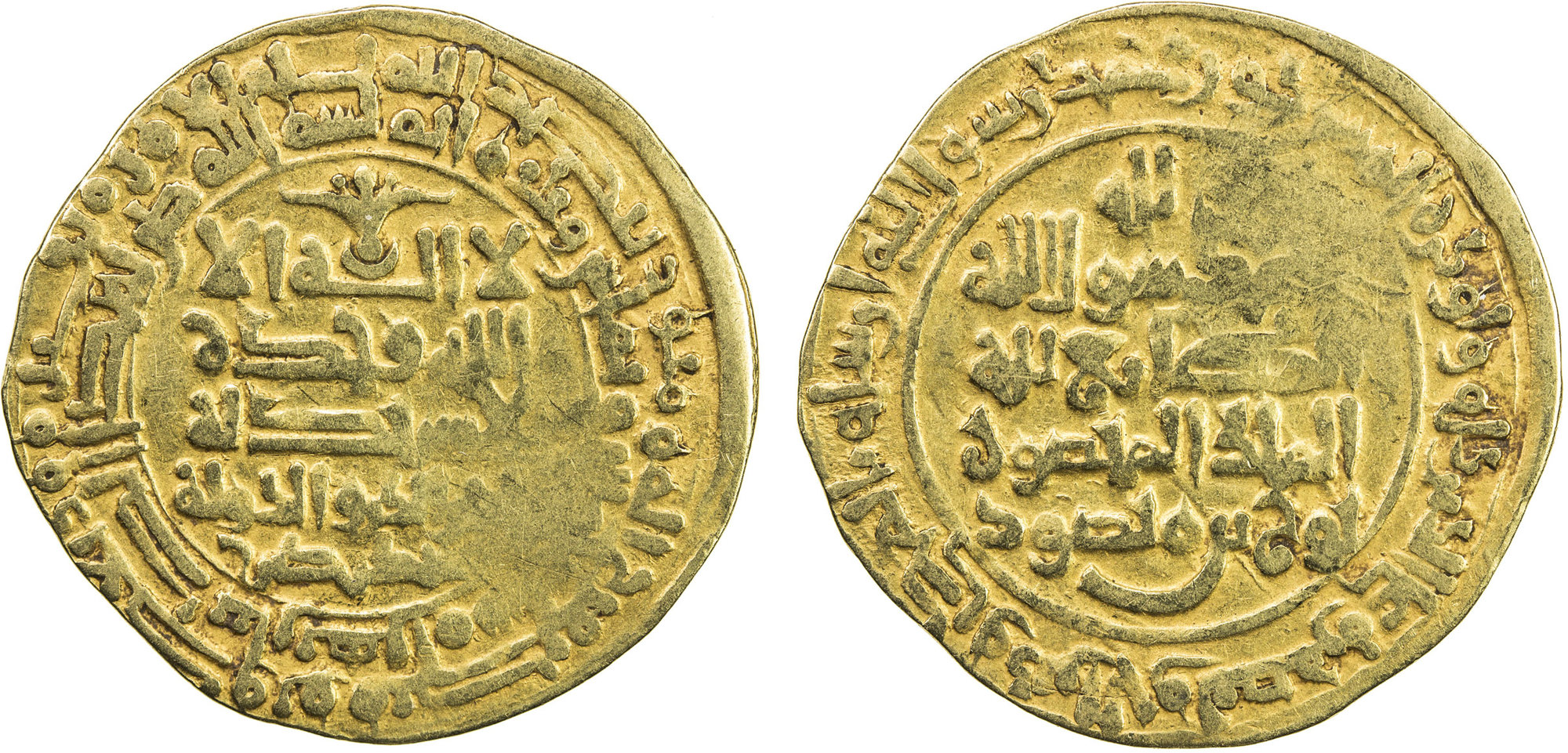
سکه سبکتگین، بنیان‌گذار دودمان غزنویان

تگین در آغاز یک عنوان بلندمرتبه بود که تنها به شاهزادگان خاندان خاقان (خان بزرگ) اختصاص داشت؛ همان‌گونه که سنگ‌نوشته‌های اورخون در اشاره به کول‌تگین از همین معنی تبعیت کرده‌اند. ولی به‌تدریج از اهمیت این لقب کاسته شد و ضرورت داشتن تبار شاهانه برای دریافتش نیز از میان رفت و در انتها به یک لقب معمولی ترکی و پسوند نام افراد تبدیل شد. چنان‌که در تاریخ بیهقی این لقب در اشاره به افراد متعددی از سرداران سپاه تا صاحب‌منصبان دون‌پایه درباری همچون آب‌دار، چوگان‌دار و جامه‌دار ذکر شده‌است.
آلپ‌تگین، بوری‌تگین، سبکتگین و انوشتکین از اشخاص شناخته‌شده در تاریخ ایران هستند که پسوند تگین در نام خود داشته‌اند.